# Stabilimentul băilor din Ocnele Mari
Stabilimentul băilor din Ocnele Mari este un monument istoric aflat pe teritoriul localitate componentă OCNIȚA, orașului Ocnele Mari.